# Temorak Navarid
Temorak Navarid é uma cidade do Afeganistão, localizada na província de Balkh.